# Elaphrus olivaceus
Elaphrus olivaceus är en skalbaggsart som beskrevs av Leconte 1863. Elaphrus olivaceus ingår i släktet Elaphrus och familjen jordlöpare. Inga underarter finns listade i Catalogue of Life.